# 芬蘭21歲以下國家足球隊
芬蘭21歲以下國家足球隊（芬蘭語：Suomen alle 21-vuotiaiden jalkapallomaajoukkue，簡稱芬蘭U-21）是芬蘭的21歲以下國家足球代表隊，由芬蘭足球協會負責組織，參加每兩年舉辦一次的歐洲U-21足球錦標賽。

## 競賽歷史
芬蘭U21自1978年首屆開始參加歐洲U-21足球錦標賽，直到2009年才首次晉級決賽週，於外圍賽8戰6勝1和1負取得小組首名，附加賽首回合作客1-2負於奧地利，次回合主場憑祖斯·華沙拿（Jussi Vasara）完場前梅開二度反勝2-1，累計3-3，加時賽雙方沒有增添紀錄，互射十二碼以4-2獲勝歷來首次晉身決賽週。不幸被編入強敵林立的"B"組，其他三隊均為冠軍人馬的英格蘭、德國及西班牙，結果3戰3敗結束首次決賽週之旅。

### 歐青盃歷屆成績
| 年度   | 主辦國   | 冠軍     | 成績            |
| ------ | -------- | -------- | --------------- |
| 1978年 | 主客制   | 南斯拉夫 | 外圍賽出局      |
| 1980年 | 主客制   | 蘇聯     | 外圍賽出局      |
| 1982年 | 主客制   | 英格蘭   | 外圍賽出局      |
| 1984年 | 主客制   | 英格蘭   | 外圍賽出局      |
| 1986年 | 主客制   | 西班牙   | 外圍賽出局      |
| 1988年 | 主客制   | 法國     | 外圍賽出局      |
| 1990年 | 主客制   | 蘇聯     | 外圍賽出局      |
| 1992年 | 主客制   | 義大利   | 外圍賽出局      |
| 1994年 | 法國     | 義大利   | 外圍賽出局      |
| 1996年 | 西班牙   | 義大利   | 外圍賽出局      |
| 1998年 | 羅馬尼亞 | 西班牙   | 外圍賽出局      |
| 2000年 | 斯洛伐克 | 義大利   | 外圍賽出局      |
| 2002年 | 瑞士     | 捷克     | 外圍賽出局      |
| 2004年 | 德国     | 義大利   | 外圍賽出局      |
| 2006年 | 葡萄牙   | 荷蘭     | 外圍賽出局      |
| 2007年 | 荷蘭     | 荷蘭     | 外圍賽出局      |
| 2009年 | 瑞典     | 德國     | 分組賽出局（1） |
| 2011年 | 丹麦     |          |                 |

## 外部連結
- （英文）歐洲足協U21國家隊 （页面存档备份，存于）
- （英文）RSSSF：歐青賽全紀錄 （页面存档备份，存于）